# Николашина, Мария Михайловна
Мария Михайловна Николашина (21 июня 1926, д. Кучково, Емельяновская волость, Тверской уезд, Тверская губерния, РСФСР, СССР — 2 июля 2005, Нижний Тагил, Свердловская область, Россия) — передовик производства, депутат Верховного Совета СССР 8-го созыва.

## Биография
В 1942 году окончила школу ФЗО по специальности электросварщик и направлена в Нижний Тагил. С января 1943 по 1976 г. работала на Уралвагонзаводе в сварочном цехе. Во время войны работала на сварке танковых корпусов.
Неоднократно удостаивалась звания «Лучший электросварщик УВЗ». Заслуженный уралвагонзаводец (1969). Почетный гражданин города Нижний Тагил (1975).
Награждена орденами Ленина (1970), «Знак Почета» (1966), медалью «За доблестный труд в годы Великой Отечественной войны 1941—1945 г.г.».
Депутат Нижнетагильского городского Совета четырех созывов. Депутат Верховного Совета СССР 8-го созыва (1970—1974).
Скончалась 2 июля 2005 в в Нижнем Тагиле, похоронена на кладбище «Пихтовые горы».